# Здание суда Аппоматокса

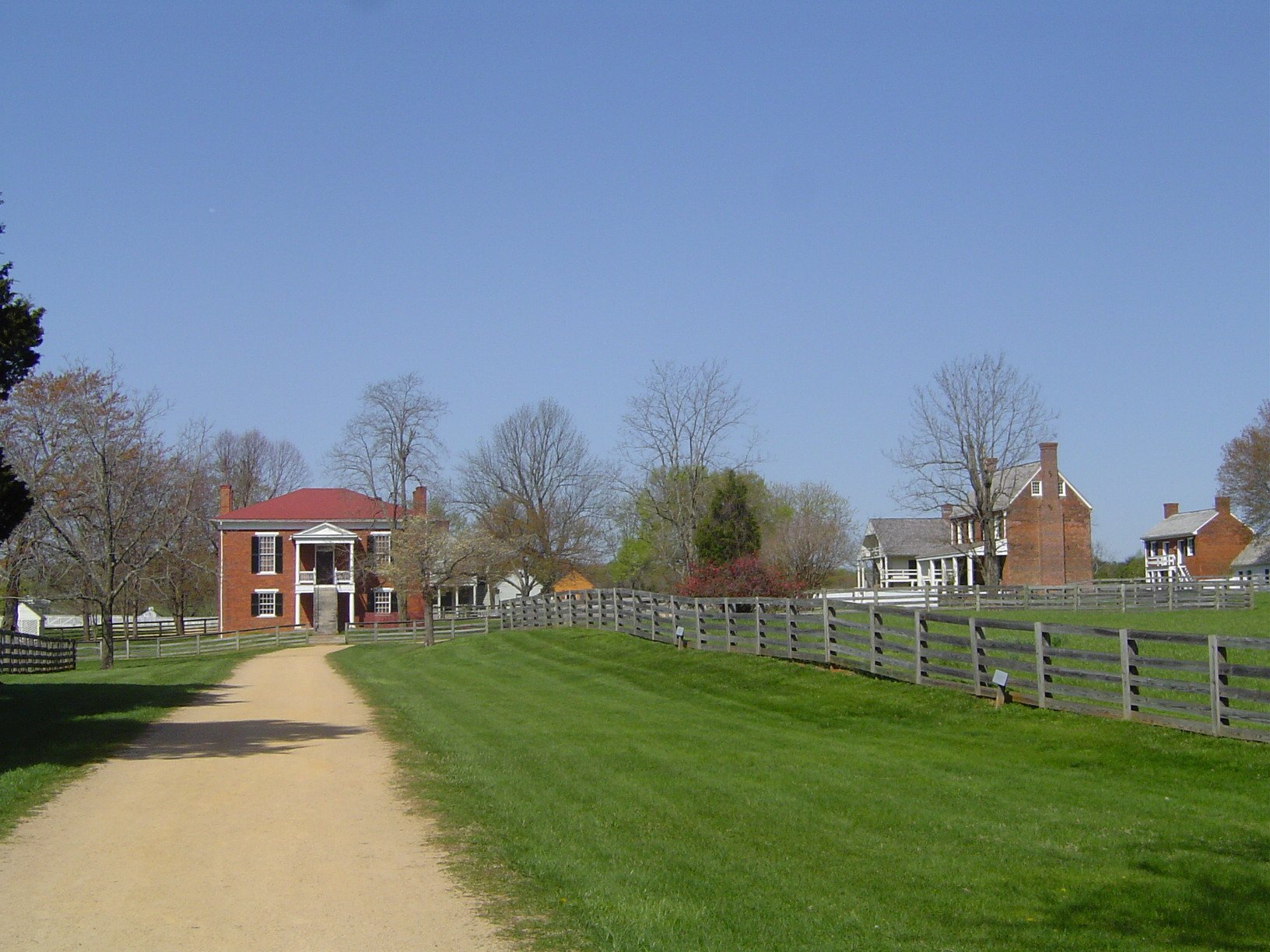
Национальный исторический заповедник Аппоматокс.

Здание суда Аппоматокса (англ. Appomattox Court House, Appomattox Courthouse) — национальный исторический заповедник в г. Аппоматоксе, шт. Виргиния, США; место, где 9 апреля 1865 г. генерал Роберт Ли подписал документ о капитуляции Армии Конфедерации генералу Улиссу Гранту, положив таким образом конец гражданской войне в США. Исторический комплекс включает здание бывшего аппоматокского суда и реконструированное здание дома У. Маклина. Площадь паркового комплекса — 536 га. Статус исторического заповедника комплекс получил в 1935 году.